# إرفينغ فريدمان
إرفينغ فريدمان (بالإنجليزية: Irving Friedman)‏ هو كيميائي أمريكي، ولد في 12 يناير 1920 في نيويورك في الولايات المتحدة، وتوفي في 28 يونيو 2005.